# Héya Endre
Kézdi-sárfalvi Héya Endre (Visa, 1833. április 3. – Székelyudvarhely, 1890. november 18.) főreáliskolai igazgató.

## Élete
Apja, Héya András a Bánffy-családnál előbb tiszttartó, később haszonbérlő volt. Apja halála (1844) után édesanyja gyermekei neveltetése végett Kolozsvárra költözött és Héya a római katolikus líceumban tanult. Amikor a szabadságharc megszüntette tanulását, ő is honvéd lett és Zsibónál tette le a fegyvert, mire folytatta tanulmányait és 1851-ben érettségi vizsgát tett. Minthogy a mérnöki pályára készült, azon év őszén a budapesti József-ipartanodába iratkozott be, s neki is, mint sok másnak, magáról kellett gondoskodnia; ebben nagybátyja Bartalus István volt segítségére és a Szőnyi-féle intézetben nyert alkalmazást. Eközben tanulmányait folytatta és a műegyetemi tanfolyamot 1857-ben elvégezte és ugyanoda a fizikai tanszékhez tanársegéddé és egyidejűleg korrepetitorrá, 1860-ban pedig a szabadkai főgimnáziumhoz póttanárrá nevezték ki. 1865. március 23-án gimnáziumi tanári vizsgálatot tett és szeptember 17-én előbbi állására rendes tanárnak nevezték ki. 1868. október 21-én nagyszebeni tanár lett. 1870. szeptember 19-én a szabadkai igazgatói állást nyerte el. Azonban visszavágyott hazájába és 1873. augusztus 20-án egyelőre elfogadta a székelyudvarhelyi királyi állami főreáliskola ideiglenes igazgatóvá történt kineveztetését, később rendes igazgató lett. 1888 tavaszán azonban szélütés érte és ezen bajából föl nem épült.
Nevét Héjjának is írják.
Programmértekezési a székely-udvarhelyi kir-állami főreáliskola Értesítőjében (1874. Pár szó a reáliskola czéljáról, 1875. Pár szó a tanév végén, 1876. Deák Ferencz emlékezete, Deák gyászünnepe.)